# Anglo-Français de petite vénerie
Der Anglo-Français de petite vénerie ist eine von der FCI anerkannte Hunderasse aus Frankreich (FCI-Gruppe 6, Sektion 1.2, Standard Nr. 325).

## Name
Die „Petite vénerie“ ist die „Kleine oder Niedere Jagd“. Frei übersetzt heißt Anglo-Français de petite vénerie also: „… für die kleine Jagd“.

## Herkunft und Geschichtliches
Die Rasse entstand aus zahlreichen Kreuzungen, so wurden beispielsweise Beagle mit Harriern, Petit Bleu de Gascogne mit Beagle und Briquet oder Poitevin mit Bleu de Gascogne und Porcelaine gekreuzt. Alle Exemplare waren relativ klein, hatten englisches und französisches Laufhunde-Blut und waren gute Hasenjäger. 1957 erfolgte in Frankreich eine erste Anerkennung der Rasse. Der ausgearbeitete Standard verlangte jedoch eine saubere Trennung zwischen Beagle und Anglo-Français. Dadurch wurde die Rasse vereinheitlicht, sodass sie 1978 auch von der FCI anerkannt wurde.

## Beschreibung
Der Anglo-Français de petite vénerie ist ein typisch französischer Jagdhund mit englischem Blut – ein Laufhund für die Niederwildjagd. Die Widerristhöhe beträgt laut Rassestandard 48–56 cm mit einer Toleranz von zwei Zentimetern nach oben oder unten bei hervorragenden Hunden. Das Haar ist jagdhundtypisch kurz, glatt und dicht. Der Rücken des Hundes ist fest und gerade. Die Brust ist tief, mindestens bis zum Ellenbogen reichend und der Bauch ist ziemlich „voll“ und ein wenig aufgezogen. Der Kopf ist gut gerundet. Die Ohren sind unter der Augenlinie schmal angesetzt, weich, leicht eingedreht, mittelmäßig breit und mindestens bis auf zwei Finger breit an den Nasenschwammansatz reichend. Die Augen liegen recht tief, die Schnauze läuft spitz zu.
Der Anglo-Français de petite vénerie wird in drei Farbschlägen gezüchtet. Am häufigsten sind die Tricolors, daneben gibt es schwarz-weiße und weiß-orange Exemplare.

## Wesen
Der Anglo-Français de petite vénerie ist ein zurückhaltender, arbeitswilliger Hund, welcher sich sowohl als Jagd- als auch als Begleithund leicht führen lässt.

## Verwendung
Der Anglo-Français de petite vénerie wurde ursprünglich für die Hasenjagd eingesetzt, heute verwendet man ihn auch bei der Kaninchen-, Reh- und Fuchsjagd. Seltener findet man ihn auch bei der Wildschweinjagd. Er jagt spurlaut und ausdauernd.